# Im schwarzen Rößl
Im schwarzen Rößl ist ein österreichischer Schlagerfilm von Franz Antel aus dem Jahr 1961. Im Fernsehen lief er auch unter dem Titel Im schwarzen Rößl am Wolfgangsee.

## Handlung

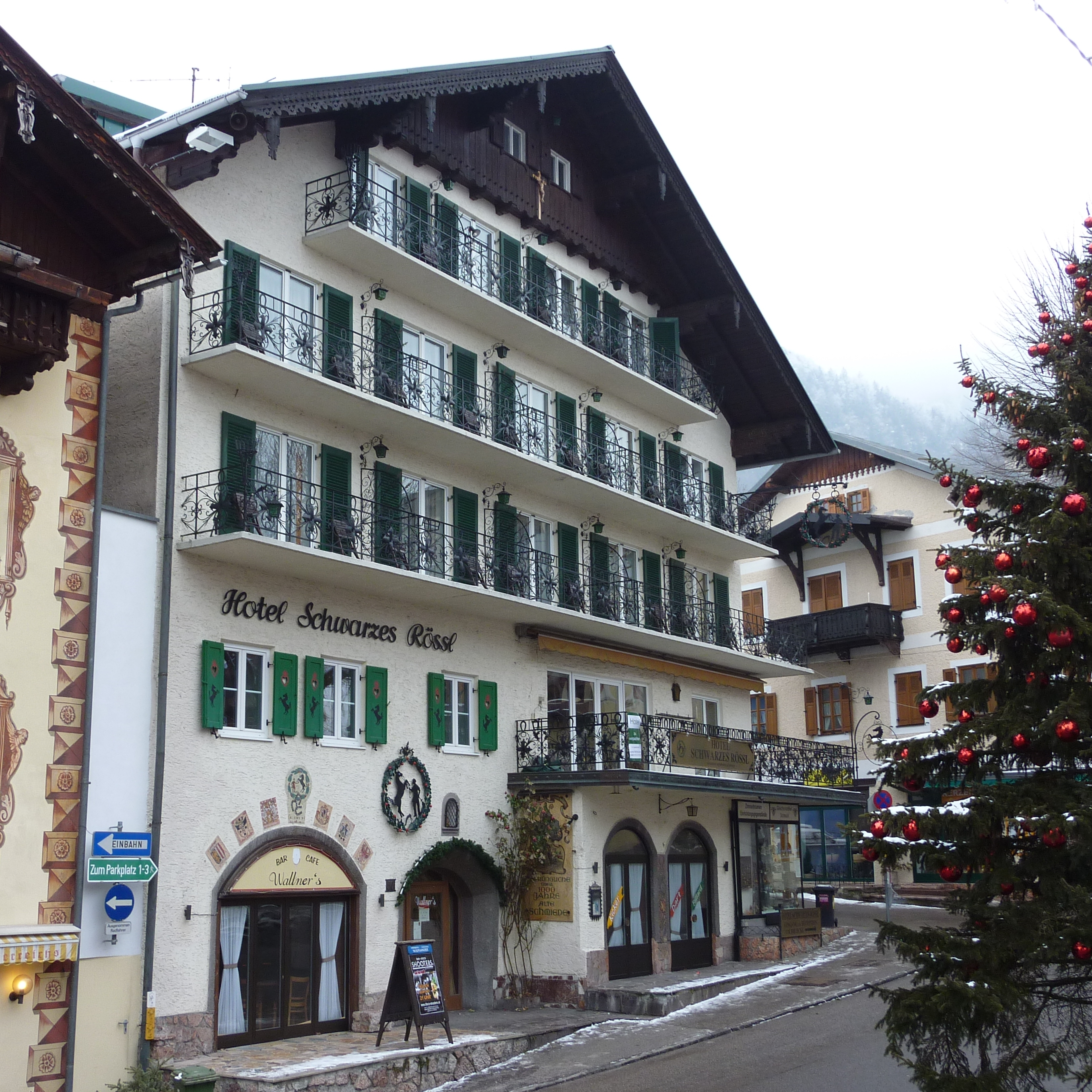
Hotel Schwarzes Rössl in Sankt Wolfgang im Salzkammergut

Tänzerin und Nummerngirl Eva Lantz hat von ihrem Onkel das Palace Hotel am Wolfgangsee geerbt. Sie kündigt ihre schlechtbezahlte Stelle und fährt mit ihrer Freundin Maxie Sperling, die ebenfalls ihre Arbeit kündigt, zum Hotel. Das erweist sich als heruntergekommenes Haus, in dem schon lange keine Gäste mehr eingekehrt sind. Hausdiener Zacherl hat in seiner Not sogar ein paar Frauen um die Werbetexterin Lotte das Zelten vor dem Hotel erlaubt, das eine wunderbare Aussicht auf den Wolfgangsee erlaubt. Eva kann die Aussicht kaum genießen, erfährt sie doch, dass das Hotel hochverschuldet ist. Selbst bei Ankauf durch die Bank müsste Eva noch über 10.000 Mark Schulden bezahlen.
Auf der Fahrt nach St. Wolfgang hatten Eva und Maxie den Sänger Gustl und seine Band kennengelernt, die im Weißen Rößl abgestiegen sind. Gustl hat sich in Eva verliebt und will sie am nächsten Tag im Palace Hotel besuchen. Dort haben sich gerade die Gläubiger aus dem Dorf eingefunden und wollen auf der Stelle von Eva ihr Geld, die jedoch keines hat. Gustl stellt sich der Gruppe als Architekt vor, der die Pläne zum Umbau vorbeibringen will. Lotte und ihre Freundinnen spielen das Spiel sofort mit und geben sich als Dekorateurinnen u. a. zu erkennen. Die Schuldner ziehen zufrieden ab und Eva und ihre Freunde beschließen, das Hotel wieder herzurichten, um bei der Bank einen guten Preis zu erzielen. Sie beschließen zudem, das Hotel Das schwarze Rößl zu nennen und damit in direkte Konkurrenz mit dem Weißen Rößl zu treten.
Nach einiger Anstrengung ist das Hotel fertig renoviert, die Gäste bleiben jedoch aus. Mit einem Trick lotst Zacherl die Gäste des Weißen Rößl ins Schwarze Rößl. Dort ist der Komfort zwar nicht so hoch, doch überspielen die jungen Damen um Lotte dies mit ihrem Charme. Eva hat unterdessen den Arzt und Mitbesitzer des Weißen Rößl Dr. Martin Behrend kennengelernt, den sie zunächst für einen Verkäufer hält und von dem sie gar nicht angetan ist – er von ihr jedoch umso mehr. Als das Pferd des Schwarzen Rößl ihm einige Geldscheine aus der Hosentasche stiehlt und frisst, gibt er vor, sein ganzes Geld verloren zu haben, und wird nun von Maxie als Gast im Schwarzen Rößl einquartiert. Martin hat sich in Eva verliebt und will ihr nun unbemerkt mit dem Hotel helfen. Als die Gäste nach einigen Tagen wegen des fehlenden Komforts gehen wollen, behauptet er, das Hotel sei eine moderne Kureinrichtung und der fehlende Luxus in Wirklichkeit eine Maßnahme der Krankenbehandlung, so sei hartes Stroh im Bett z. B. gegen Wirbelsäulenprobleme gut. Die Gäste bleiben und es kommen sogar noch welche dazu. Das Hotel floriert und die Steuerfahndung will plötzlich ihre ausstehenden Gelder eintreiben. Keiner hat jedoch Geld und Martin kann kein Geld vorschießen, da Eva glaubt, er sei wie sie mittellos. Er organisiert stattdessen ein Fest im Schwarzen Rößl, das eigentlich im Weißen Rößl geplant war. Es treten unter anderem Gus Backus und Lill-Babs auf und nach einigen Intrigen von Mitarbeitern des Weißen Rößl wird das Fest ein voller Erfolg.
Durch ein Missverständnis glaubt Eva, Martin wolle dem Schwarzen Rößl schaden, und will nun überstürzt das Hotel an die Bank verkaufen. Martin jedoch kann das Missverständnis klären und den Hotelverkauf verhindern. Am Ende werden Martin und Eva ein Paar und das Hotel floriert, da viele Gäste auch im nächsten Jahr wiederkommen wollen.

## Produktion
Im schwarzen Rößl ist ein Remake von Franz Antels Film Eva erbt das Paradies aus dem Jahr 1951. Es entstand unmittelbar nach dem Erfolg der Operetten-Neuverfilmung Im weißen Rößl, die 1960 mit Peter Alexander in der Hauptrolle in die Kinos gekommen war. Antel versuchte mit dem Film „am Erfolg des ‚Weißen Rößls‘ zu partizipieren, obwohl keinerlei inhaltlicher Zusammenhang besteht. Es handelte sich vielmehr um eine weitere Variation seiner üblichen Sommerlustspiele“. Lediglich das Lied "Die ganze Welt ist himmelblau" entstammt ursprünglich dem Stück Im weißen Rössl.
Als Herstellungsleiter engagierte Antel Carl Szokoll, woraus eine langjährige Zusammenarbeit entstand. Gedreht wurde in und um St. Wolfgang im Salzkammergut. Im schwarzen Rößl erlebte am 22. Dezember 1961 in Wien seine Premiere. Der Film wurde ein großer Erfolg und markiert Antels erfolgreichen Umstieg vom Heimatfilm zum Schlagerfilm.
Regisseur Antel drehte mit Im singenden Rößl am Königssee bereits 1963 einen weiteren Rößl-Film. Den Stoff von Eva erbt das Paradies verfilmte er 1972 in Außer Rand und Band am Wolfgangsee ein drittes Mal.
Im schwarzen Rößl enthält zahlreiche Schlager:
- Peter Kraus: Schwarze Rose, Rosemarie
- Peter Kraus: Evelyn
- Peter Kraus: Lang, lang ist’s her
- Trude Herr: Ich hab was im Blick
- Lolita: Ein Strauß Vergißmeinicht
- Lill-Babs: Amore, Amore
- Gus Backus: Der Mann im Mond
- Robertino Loreti: Mamma
- Diverse: Die ganze Welt ist himmelblau

## Kritik
Der film-dienst nannte Im schwarzen Rößl ein „schwungloses Traumfabrik-Musiklustspiel“.
Cinema schrieb: „Selbst der bubenhafte Hüftenschwinger Kraus rettet den lahmen Abkömmling vom ‚Weißen Rößl‘ nicht. Fazit: Dieses Rößl gehört in die Bratwurst“.